# Transustanziazione
(Tommaso d'Aquino, inno Lauda Sion Salvatorem)

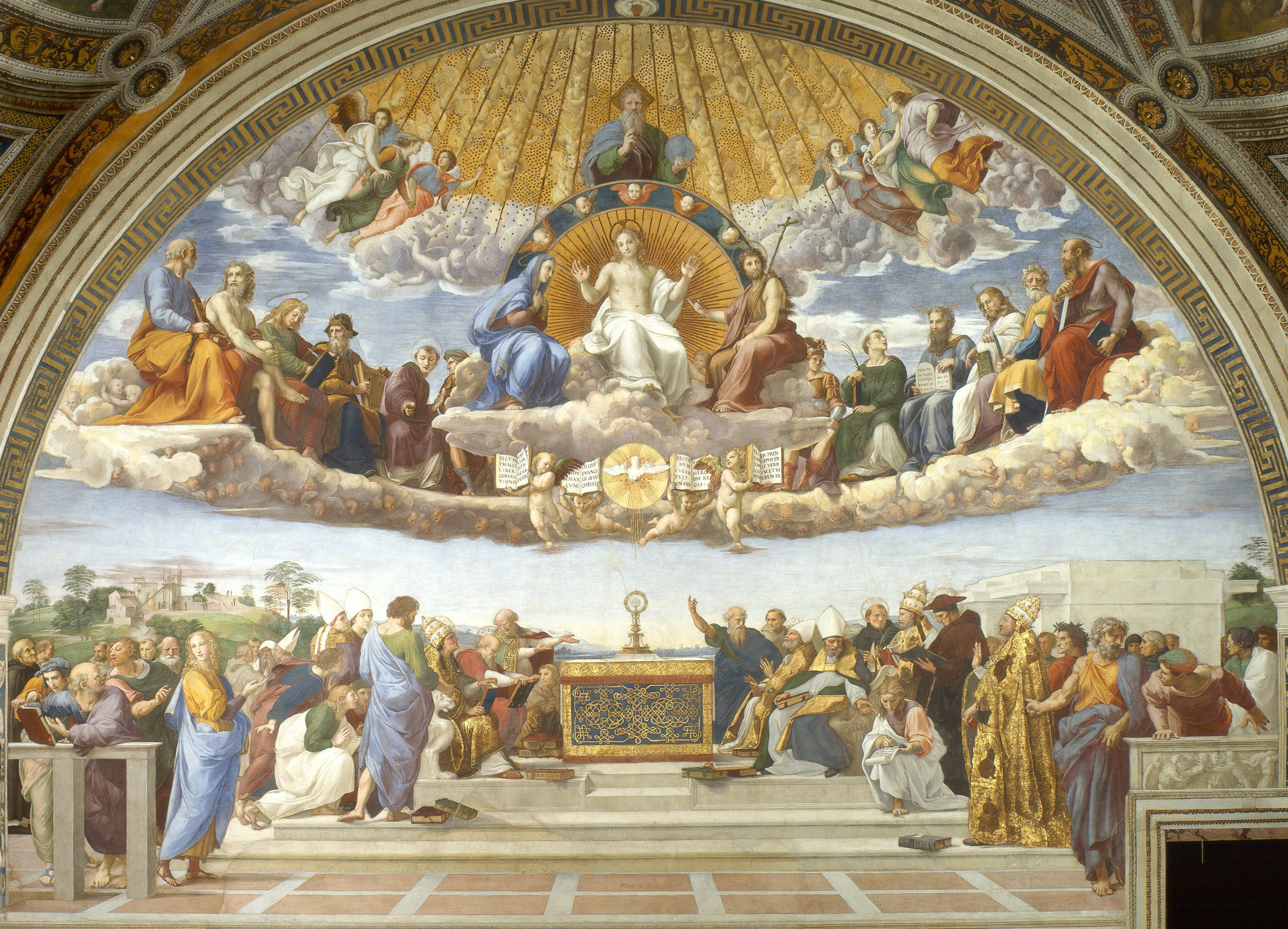
La Disputatio sul Santissimo Sacramento

Nella teologia cristiana la transustanziazione, o transubstanziazione (lat. trans-substantiatio), è la conversione della sostanza del pane nella sostanza del corpo di Cristo e della sostanza del vino nella sostanza del sangue di Cristo durante la celebrazione eucaristica, al momento della consacrazione. Le specie, cioè l'aspetto esteriore del pane e del vino, rimangono invariate.
A seconda delle sensibilità teologiche (soprattutto nel dibattito tra Chiesa latina e Chiese ortodosse), si diede e si dà tuttora una divergenza circa il momento preciso in cui avverrebbe questa trasformazione: secondo le chiese orientali, essa avverrebbe quando il vescovo o il presbitero, durante la preghiera eucaristica, invoca Dio Padre affinché mandi lo Spirito Santo (epiclesi sulle oblate) che trasformi il pane e il vino in corpo e sangue di Cristo; secondo la Chiesa cattolica, la conversione sarebbe operata nel momento in cui vengono ripetute (in persona Christi) le parole di Gesù durante l'Ultima cena (anzi, la teologia scolastica identifica il momento preciso della transustanziazione nell'istante in cui è pronunciata la parola est nella frase Hoc est enim corpus meum).

## Contesto evangelico e origini della dottrina
Secondo il racconto contenuto nel Vangelo secondo Giovanni, al capitolo 6, Gesù, durante un dibattito nella sinagoga di Cafarnao, pronuncia le seguenti frasi:
L'ebraismo - come la stragrande maggioranza delle culture - vede di cattivo occhio il cannibalismo (antropofagia) (anzi, chi tocca un cadavere è impuro), e le parole di Gesù suscitarono scompiglio nell'uditorio, sia tra i seguaci che tra gli opponenti.
Il punto di questo discorso è la sostituzione di Gesù al tradizionale agnello e pane azzimo della Pasqua.

## Origini e posizione della Chiesa cattolica
Secondo il Compendio al catechismo della Chiesa cattolica, con la consacrazione si opera 
(n. 283)
Il primo autore a utilizzare il termine transubstantiatio fu Rolando Bandinelli, futuro papa Alessandro III. Successivamente fu ripreso da Tommaso d'Aquino -in particolare nel De venerabili sacramentu altaris-, e dalla scolastica che ne delinearono con precisione il significato.
Tommaso spiega le differenze tra il sacramento eucaristico e gli altri sacramenti:
(Summa Theologiae, III, 78, 1)
Secondo la Chiesa cattolica la transustanziazione avviene nel momento in cui il sacerdote pronuncia le parole "questo è il mio corpo" e "questo è il mio sangue", mentre secondo la Chiesa ortodossa la transustanziazione avviene al momento dell'epiclesi.
Anche san Roberto Grossatesta trattò del miracolo eucaristico procedendo per una via non filosofica e indipendente dalle categorie aristoteliche di specie e di sostanza.

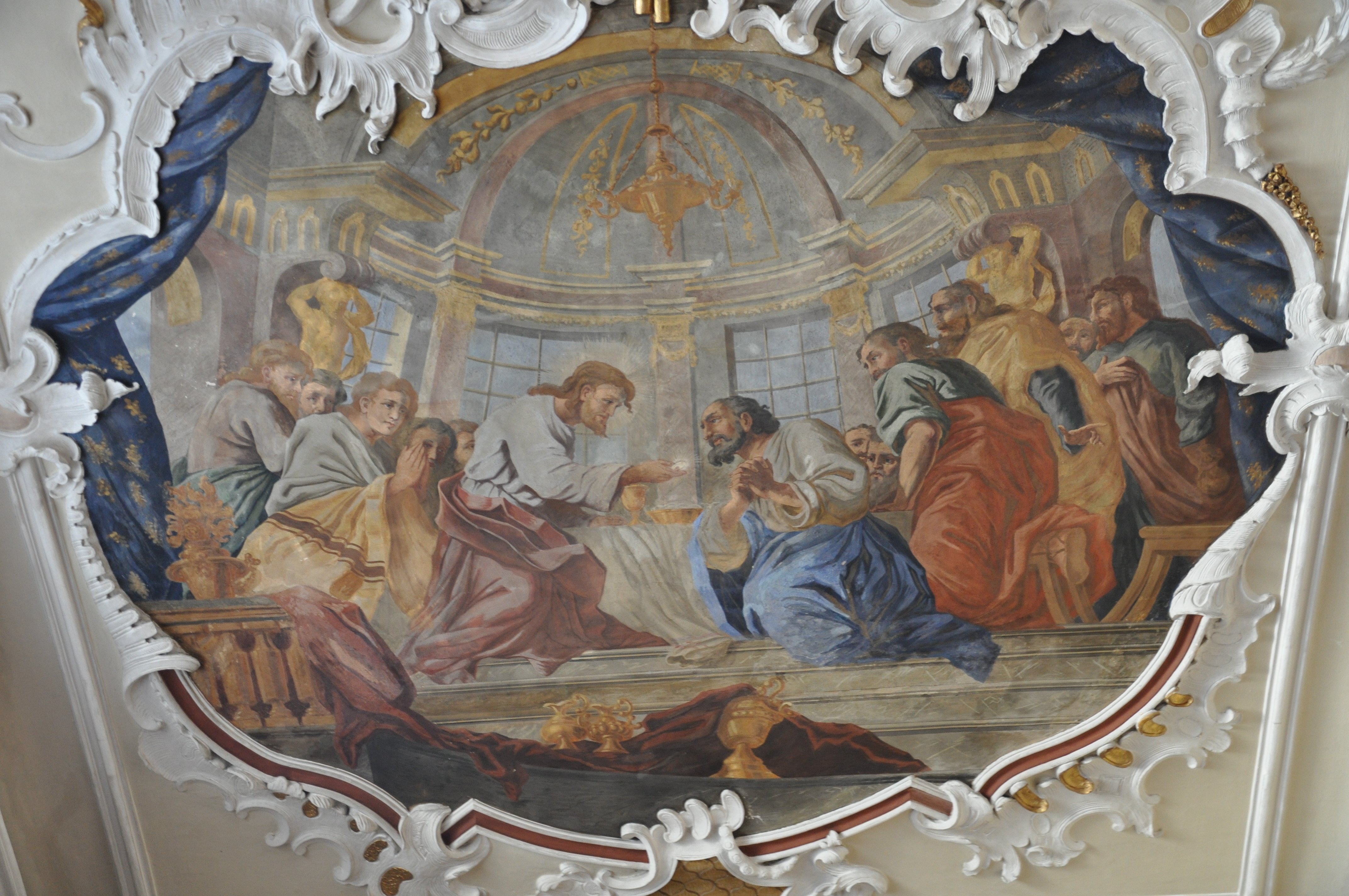
«Questo è il Mio Corpo offerto in sacrificio per voi» durante L'Ultima Cena, di Andreas Meinrad (1751)

Sotto il regno di Carlo il Calvo fu oggetto di una polemica tra i teologi Ratramno di Corbie e Pascasio Radberto, circa la presenza simbolica o reale del Cristo nell'ostia. Nei documenti pontifici compare la prima volta con il Concilio Lateranense IV (1215); in seguito, con il Concilio di Trento (1545-1563) riceve la sua formulazione definitiva. Questa dottrina ricevette la sua più coerente formulazione in seno alla filosofia scolastica, che interpretava efficacemente la transustanziazione attraverso la ripresa della teoria dell'ilemorfismo aristotelico (ovvero l'unione inscindibile di forma sostanziale e di materia prima), facendo sì che ogni cosa riceva la sua propria determinazione grazie al principio formale (che crea, che fa sì che ciascuna cosa sia quello che è) concreto contenuto in ciascuna sostanza. L'uso delle categorie filosofiche proprie della scolastica non limita la possibilità ad altre scuole di pensiero di ridire il medesimo concetto dogmatico attraverso categorie diverse. Dunque è possibile che la transustanziazione venga altrimenti spiegata con diversa terminologia che si poggia su altre griglie di pensiero razionale.
La Fisica di Aristotele descrive i tre elementi necessari per qualsiasi mutamento o trasformazione: uno stato iniziale di privazione in cui una categoria è in potenza di mutare in un altro elemento della medesima categoria, uno stato finale nel quale la potenza è divenuta atto, un sostrato che non muta durante la transizione da uno stato all'altro. Le specie eucaristiche del pane e del vino sono il necessario sostrato che non muta e che è precondizione di qualsiasi trasformazione. La transustanziazione è la trasformazione secondo la categoria della sostanza prima, che è la prima delle quattro tipologie di trasmissione descritte da Aristotele. Le altre sono le trasformazioni secondo la quantità, la qualità e il luogo. Le specie eucaristiche sono sia il sostrato visibilmente percepito come immutabile che la sostanza transustanziata da Dio nel Corpo di Cristo.
Il Concilio Lateranense IV del 1215 parlava del pane e del vino come "transustanziati" nel corpo e nel sangue di Cristo:
Il suo corpo e il suo sangue sono veramente contenuti nel sacramento dell'altare sotto le forme del pane e del vino, il pane e il vino essendo stati transustanziati, per la potenza di Dio, nel suo corpo e nel suo sangue. 
Il Concilio di Rouen, con la partecipazione dell’arcivescovo Maurilio, aveva già fissato nel 1063 punti fondamentali sulla Transustanziazione.
Il Concilio di Trento nella definizione dogmatica della XIII sessione dell'11 ottobre 1551, al capitolo IV dichiara:
Questa conversione, quindi, in modo conveniente e appropriato è chiamata dalla santa Chiesa cattolica transustanziazione.»
(Catechismo della Chiesa cattolica, n. 1376)
Secondo questa dottrina, il pane ed il vino consacrati conservano dunque solo gli accidenti, ovvero le apparenze, della materia precedente alla preghiera eucaristica, perché nel loro intimo la forma sostanziale o principio costitutivo è cambiato perché esso è diventato, per opera della Trinità, realmente il corpo e il sangue del Signore.

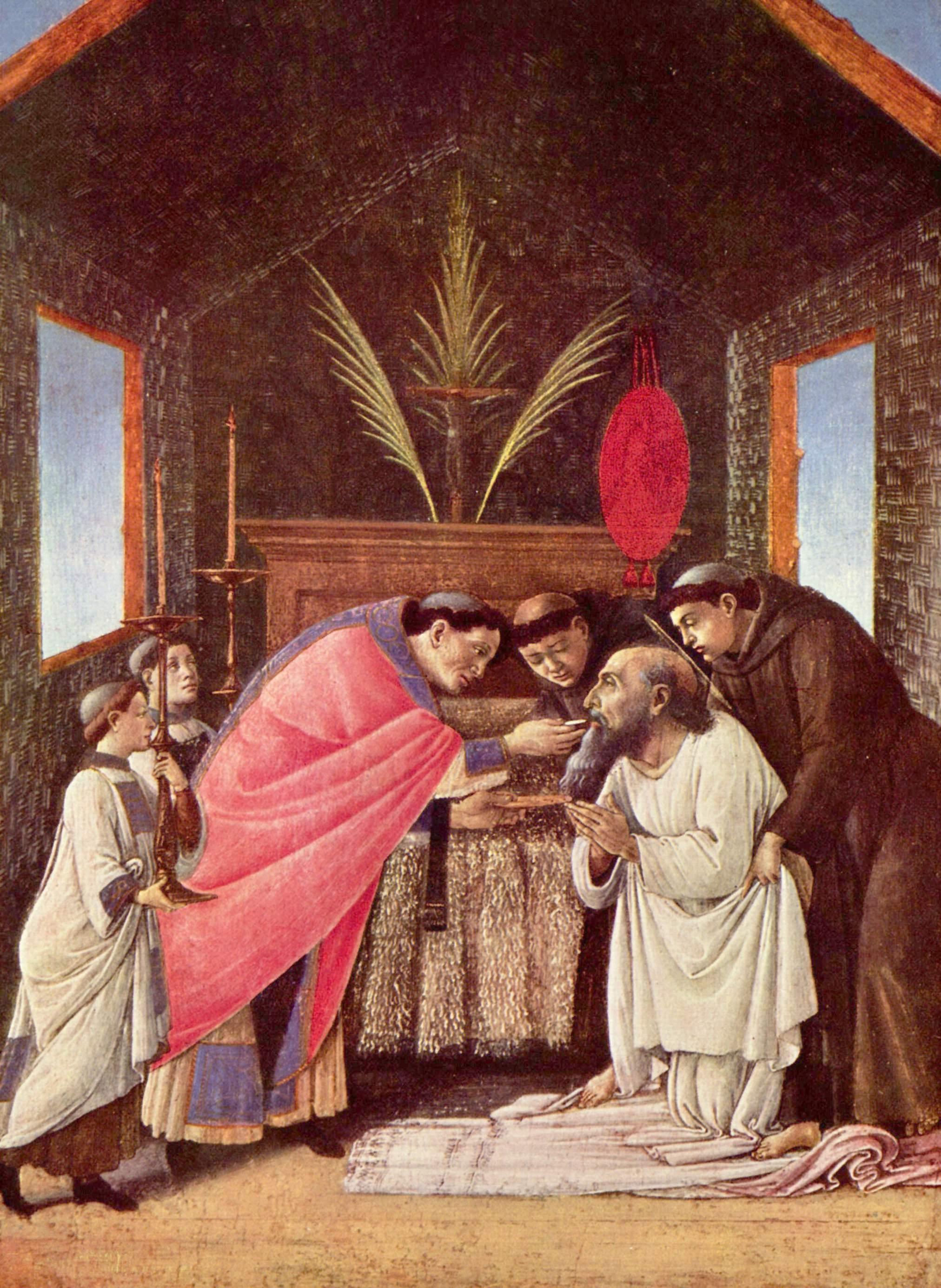
Sandro Botticelli : Viatico di San Girolamo, 1495 circa.

In questa luce, la definizione dogmatica del Concilio di Trento sancisce la conversione eucaristica e propone la transustanziazione come valido modello (modo conveniente e appropriato) di interpretazione del mistero, senza impegnare la propria autorità in un riconoscimento dogmatico delle implicazioni filosofiche della transustanziazione.
Il Concilio di Trento per reazione puntò tutta la sua energia nel rilancio dell'eucaristia come vera presenza reale di Cristo ed anche le chiese vennero concepite in modo che fosse chiaro che il centro della vita liturgica e religiosa dei fedeli fosse il Tabernacolo (nel contesto della Controriforma).

### Secondo Duns Scoto
Secondo il beato Giovanni Duns Scoto, la transustanziazione è adduttiva. Ciò significa che essa non genera il Corpo di Cristo che preesiste nei Cieli, ma Lo rende presente qui e ora in modo nuovo e diverso. L'ipotesi adduttiva fu riproposta da Juan de Lugo nel XVI secolo.
Secondo sant'Alfonso Maria de' Liguori, Dottore della Chiesa, la transustanziazione adduttiva in realtà non implica "conversione col passaggio di sostanza in sostanza". Infatti, in un processo che è comunque istantaneo col pronunciamento della formula sacramentale, a Duns Scoto è attribuita l'ipotesi dell'annichilazione del pane e di una separata adduzione (aggiunta, inserimento) del corpo di Cristo, e non di due mutazioni contemporanee in cui si ha la transustanziazione e conversione di una sostanza nell'altra. L'ipotesi dell'adduzione o riproduzione era la principale alternativa alla tesi tomistica della transustanziazione o conversione. Johann Baptist Alzog precisò che il Concilio di Trento non si pronunciò circa il fatto che la reale presenza di Cristo fosse l'effetto di una produzione o di un'adduzione.
Essa è associata alla categoria aristotelica del luogo (ubi) con una mutazione positiva che è l'adduzione del Corpo di Cristo e una corrispondente mutazione deperditiva del pane e del vino di cui cessa di essere presente l'intera sostanza, mentre restano solo gli accidenti.
Il corpo spirituale, aspaziale e illocale di Cristo può essere presente in ogni luogo in cui si celebra la transustanziazione eucaristica. Tale miracolo è la prova della sua resurrezione. Inoltre, l'umile specie del pane è prova di quell'autosvuotamento di Cristo di cui parlò san Paolo.

### Il caso di Marta Robin
Marta Robin è una beata nota per una malattia che le impediva di deglutire e di dormire. Per 50 anni si nutrì di sola Eucaristia, che riceveva una sola volta alla settimana, traendo dall'apparenza del pane un nutrimento necessario alla Sua sopravvivenza.

## Posizioni nel protestantesimo
Durante la Riforma la transustanziazione venne aspramente criticata:
(articolo XXVIII della Chiesa Anglicana)
Nelle Chiese riformate il modo di concepire il sacramento eucaristico varia a seconda degli autori e delle chiese. Per Lutero vi è la cosiddetta unione sacramentale, in quanto nel sacramento vi è la presenza reale, cioè il vero corpo ed il vero sangue di Cristo, ma allo stesso tempo il pane e il vino mantengono la loro natura. Per Calvino invece la presenza è solo spirituale, memoriale "sufficiente" dell'unico e perfetto sacrificio fatto una volta per tutte dal Cristo sulla croce. Perciò il cosiddetto carattere sacrificale della messa è negato, specialmente da Calvino ed i suoi seguaci. Ciò dette origine a numerose dispute intorno alla natura del sacramento fra le varie chiese riformate.